# 克列諾韋齊
48°30′46″N 22°45′48″E / 48.51278°N 22.76333°E
克列諾韋齊（烏克蘭語：Кленовець），是烏克蘭的村落，位於該國西部外喀爾巴阡州，由穆卡切沃區負責管轄，始建於1600年，面積1.62平方公里，海拔高度177米，2023年人口1,243，人口密度每平方公里792.49人。